# Милета
Милета је мушко име и презиме словенског порекла. Може се односити на следеће особе:
- Милета Протић
- Милета Андрејевић (1925—1989), сликар
- Милета Јакшић (1863—1935), песник
- Милета Лисица (1966), кошаркаш
- Милета Радуловић (1981), фудбалски голман